# 渡辺真理 (建築家)
渡辺 真理（わたなべ まこと、男性、1950年11月25日 - ）は、日本の建築家。法政大学デザイン工学部建築学科教授。専門は建築意匠、都市デザイン

## 概要
妻である木下庸子とユニットを組み、設計組織ADHとして、住宅から公共建築まで幅広い建築設計を手がけており、日本建築学会賞、JIA新人賞などを受賞している。

## 経歴
群馬県前橋市生まれ。群馬県立前橋高等学校、京都大学工学部建築学科卒業。同大学院修士課程修了。1979年、ハーバード大学デザイン学部大学院修了。
1981年～1987年、磯崎新アトリエ勤務、ロサンゼルス現代美術館などを担当。1987年、設計組織ADH主宰（木下庸子とのユニット）。1996年、法政大学工学部教授（2007年、改組によりデザイン工学部教授）。2003年、セントルイス・ワシントン大学客員教授。

## 主な著書・訳書
- 『コラージュ・シティ』（コーリン・ロウほか著）　鹿島出版会〈SDライブラリー〉、1992年　ISBN 9784306061125

新装版　鹿島出版会〈SD選書〉、2009年　ISBN 9784306052512
- 『孤の集住体-非核家族の住まい』（木下庸子との共著）　住まいの図書館出版局〈住まい学大系〉、1998年　ISBN 9784795221383
- 『住宅という場所で』（共著、中村好文監修）　TOTO出版、2000年　ISBN 9784887061927
- 『集合住宅をユニットから考える-Japanese Housing Since 1950』（木下庸子との共著）　新建築社、2006年　ISBN 9784786901942

## 主な作品
- TN（個人住宅、東京都目黒区）
- NT（個人住宅、千葉市）
- 東雲キャナルコート（デザイナーズマンション、東京都江東区）
- 真壁伝承館（集会施設、茨城県）

## 主な受賞など
- 1991年　商環境デザイン賞奨励賞
- 1993年　中部建築賞
- 1995年　ハウジングアンドコミュニティ財団若手デザイナー助成、但馬ドーム設計競技入選
- 1999年　商環境デザイン賞優秀賞
- 1999年　江東区東雲地区再開発事業E街区設計プロポーザル選定
- 2000年　JIA新人賞、神奈川県建築コンクール優秀賞
- 2001年　日本建築学会作品選奨
- 2002年　千葉市優秀建築賞、日本建築士会連合会優秀賞
- 2003年　新エネ大賞経済産業大臣賞
- 2004年　空間デザインコンペティション作品例部門銀賞
- 2005年　JIA環境建築賞優秀賞、グッドデザイン金賞
- 2006年　BCS建築業協会賞特別賞
- 2012年　日本建築学会賞作品賞受賞

## 渡辺研究室出身の建築家
- 白川在
- 太刀川英輔